# 凯德尔海姆
凯德尔海姆是德国莱茵兰-普法尔茨州的一个市镇。总面积2.72平方公里，总人口302人，其中男性150人，女性152人（2011年12月31日），人口密度111人/平方公里。